# Златибор
Златибор (серб. Златибор) — туристическая горная область на юго-западе Сербии. Центр Златибора — городок Кралеве-Воде (серб. Краљеве Воде). Наивысшая гора — Торник (1496 м).
Более миллиона туристов в год приезжают в Кралеве-Воде и другие деревни Златибора. Недалеко от Кралеве-Воде находится городок Чаетина (серб. Чајетина), административный центр Златибора. В Златиборе находятся спортивные площадки, памятники, церкви и Институт лечения щитовидной железы и реабилитации.
Златибор получил своё название от вида сосен, который растёт только там. По-сербски эта сосна называется «златни бор» — золотая сосна. Иголки этой сосны жёлтые как золото.

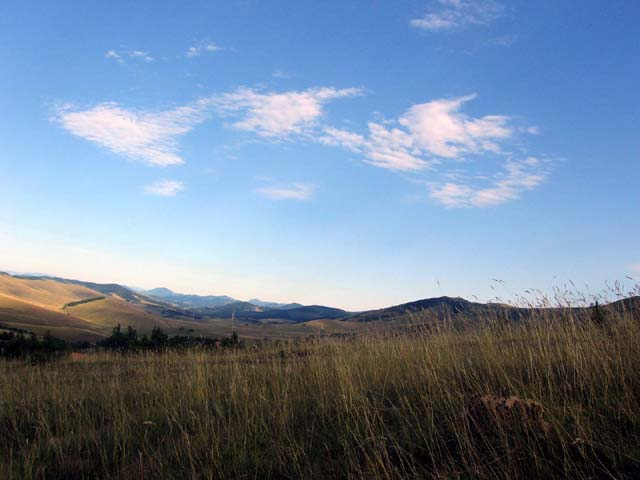
Златибор летом
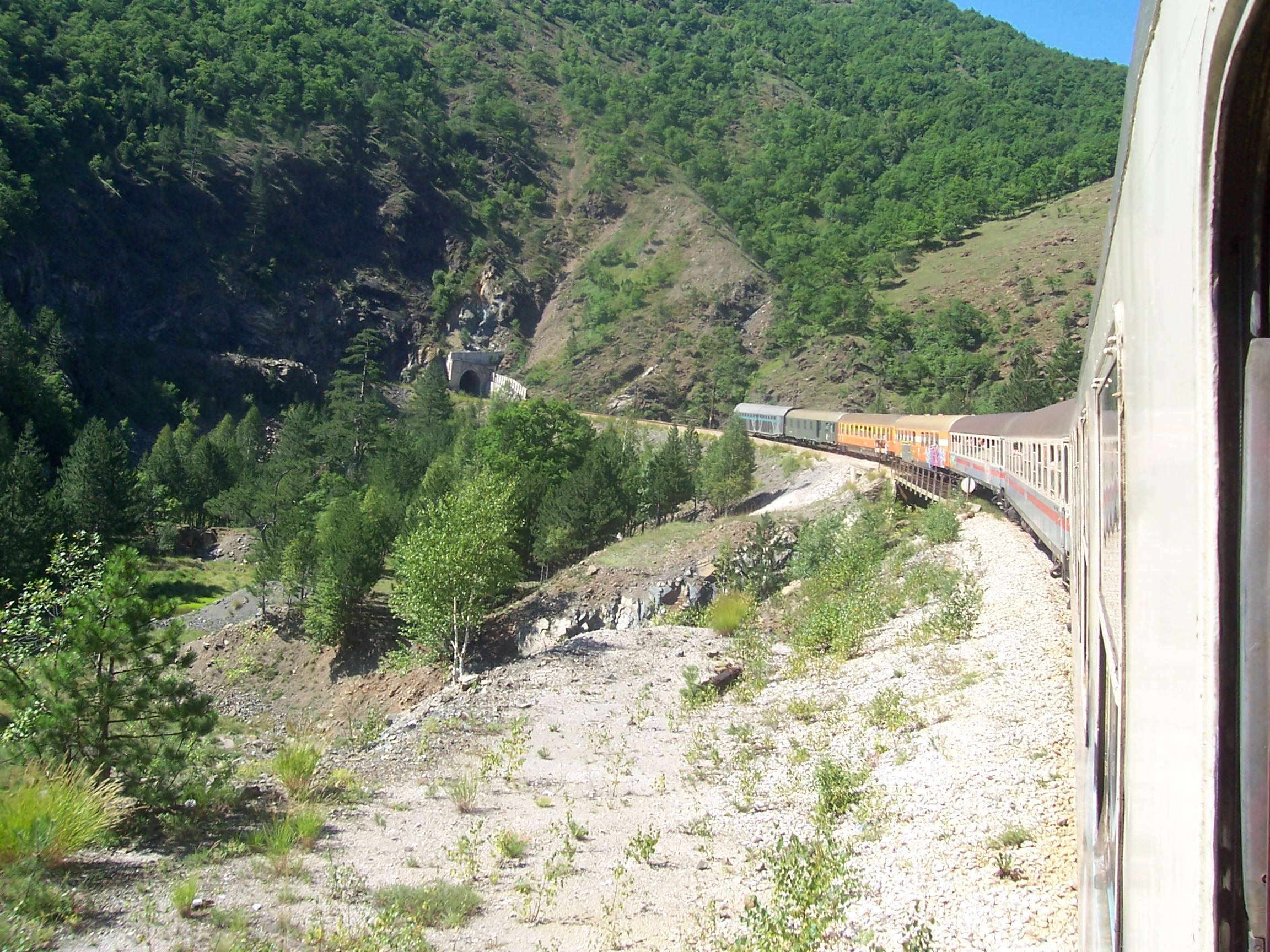
Сербия, поезд в горах Златибор